# Histoire du ConRo
 (décembre 2016).
Si vous disposez d'ouvrages ou d'articles de référence ou si vous connaissez des sites web de qualité traitant du thème abordé ici, merci de compléter l'article en donnant les références utiles à sa vérifiabilité et en les liant à la section « Notes et références ».
L'histoire du ConRo ou navires porte-conteneurs-rouliers, remonte au navire des croisades ou navire huissier qui permettait l'embarquement des cavaliers à cheval (RideIn-RideOff).
Depuis 1967, une compagnie incarne le ConRo océanique, ACL, spécialisée dans le transport des conteneurs et de cargaisons roulantes hors gabarit (poids/volume). Sa flotte est constituée depuis son origine des navires ConRo les plus grands en service. Ils sont exploités sur les lignes États-Unis-Europe, en service hebdomadaire.

## Historique
En 1836, le transport de l'obélisque de Louxor nécessite la technique de RollOn-RollOff. Il a fallu démonter et remonter la structure avant d'une barge, afin de permettre l'embarquement de l'obélisque à Alexandrie et son débarquement à Paris.
Les chemins de fer britanniques utilisent en 1855 la technique RoRo à bord de RoRo Train Ferries qui traversent la Firth of Forth au départ d'Édimbourg. Ces navires donneront naissance aux Trailer Ships américains des années 1955-1960.
Entre 1939 et 1945 avec les Landing Craft Tanks, les opérations de débarquement des forces alliées en Normandie représentent l'utilisation à grande échelle de la manutention RoRo.
L'arrivée du conteneur en 1960, en particulier sur le trafic États-Unis/Europe, donne naissance aux premières générations de porte-conteneurs intégraux P-C et de porte-conteneurs rouliers ConRo. Ces deux types de navires se développent à la même vitesse jusqu'à la deuxième génération 1970/80 c'est-à-dire jusqu'au Standard Panamax.
Entre 1980 et 1985, le porte-conteneurs continue sa course par le Superpanamax jusqu'au gigantisme actuel. Le ConRo de troisième génération sort quant à lui des chantiers en 1985 et restera pendant 30 années, c'est-à-dire jusqu'à aujourd'hui, le meilleur de sa catégorie.
Il faut attendre 2015 et le lancement de l'Atlantic Star pour ACL, pour découvrir la quatrième génération de Conro (G4). Si la longueur du navire G4 est très sensiblement égale à celle du navire G3L, il faut constater que le design de ces nouveaux navires n'échappe pas à la tendance forte de ces quinze années précédentes qui consiste à réduire le rapport Longueur/Largeur. Avec une largeur qui passe de 32,26 m à 37,6 m, c'est-à-dire en Gladamax, le G4 laisse la place à une cinquième génération au standard Newpanamax (c'est-à-dire 49,0 m maxi). Dans cette éventualité, l'accès au Gladstone Dock de Liverpool, Gladamax, ne serait plus possible et relancerait le projet de construction d'un nouveau terminal ayant un accès direct sur les bords de la Mersey, afin de ne pas condamner l'escale de Liverpool. En septembre 2015, ACL prend livraison de son premier ConRo de quatrième génération, dont les caractéristiques peuvent être résumées par un triple E (économique, écologique et efficient) :
- Une seule rangée d'épontille contre deux sur G3, meilleur roulage, moins de perte de volume dans les espaces RoRo et marchandises diverses ;
- Rendement d'espace comparable à un P-C de 6 500 EVP ;
- Nouveaux espaces sur l'avant grâce à des panneaux de cales ultra-légers, on a alors un gain de Tpl et sur l'arrière en Opentop ;
- Pontée équipée de glissières, aucune perte d'EVP pendant 30 ans d'Atlantique Nord ;
- Rampe arrière à pente réduite et plus large pour un gain de temps non négligeable lors du déchargement[1],[2],[3],[4].